# ゲルトルート・フォン・ホーエンベルク

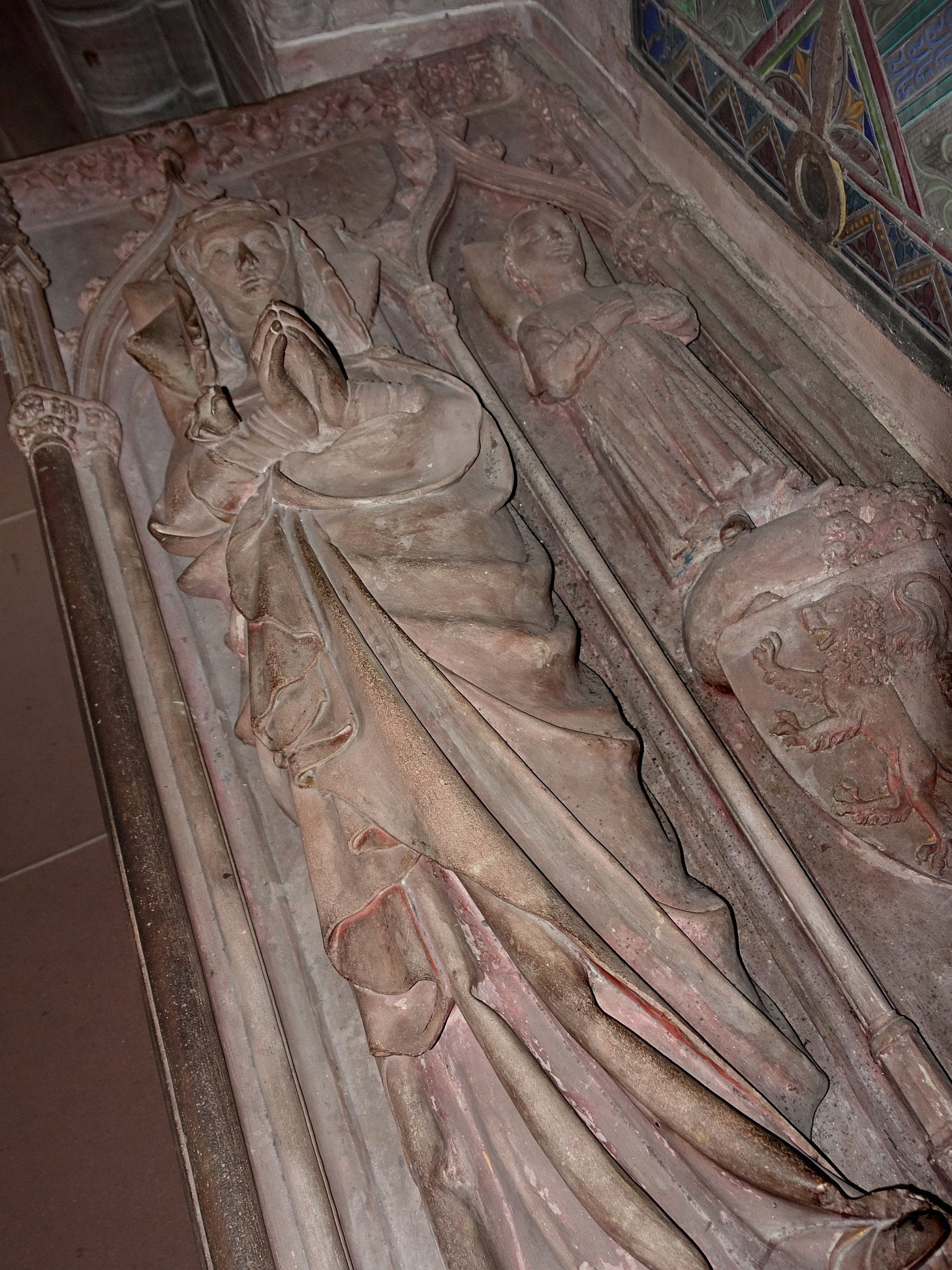
ゲルトルートと息子カールの棺

ゲルトルート・フォン・ホーエンベルク（Gertrud von Hohenberg, 1225年ごろ - 1281年2月16日）は、ローマ王ルドルフ1世の妃。アンナ・フォン・ハプスブルクともいわれる。

## 生涯
ゲルトルートはホーエンベルク伯ブルクハルト5世とその妃メヒティルト・フォン・チュービンゲン（チュービンゲン宮中伯ルドルフ2世の娘）との間の長女である。シュヴァーベンのホーエンベルク伯家はツォレルン家から早くに分かれた家であった。
1253年ごろ、ゲルトルートはアルザスでルドルフ・フォン・ハプスブルクと結婚し、それから20年の間、ゲルトルートはシュタイン城伯妃であった。1273年10月1日、フランクフルト・アム・マインにおいて選帝侯は全員一致でルドルフをローマ王に選出した。アーヘンにおける戴冠式の後、ゲルトルートはアンナと名乗った。
1281年、ゲルトルートは死去した。ゲルトルートはバーゼル大聖堂を自らの埋葬地として指定していた。コルマールの年代記作者は、ゲルトルートの埋葬の準備と遺体保存の状況について次のように記述している。「内臓が遺体から取り除かれ、腹腔には砂と灰が詰められた。その後遺体はオイルクロスで覆われ、絹の服を着せられた。ヴェールを被せられた頭は金の鎖で飾られた。そして王妃はブナ材で作られた棺に入れられ、腕は胸の上で組まれた。王は棺が鉄製の帯で閉じられる前に最後に王妃と面会した。」葬列は1281年3月20日にバーゼルに到着した。「3人の司教が儀式を執り行った。棺が縦に安置され、蓋は開かれて参列者は再び王妃を見ることができた。」

## 墓所
ゲルトルートと末子カールの棺はバーゼル大聖堂の聖歌隊席の通路に安置されている。1356年の地震の後、ゲルトルートとカールの墓は聖歌隊席の左側に改葬された。その改葬の後、1510年に最初にバーゼルの司祭らにより墓が開けられた。王冠、指輪とネックレスは取り除かれた。その後1770年に再び墓が開かれ、ゲルトルートと息子カールおよびハルトマンの骨はザンクト・ブラジエン修道院に移された。現在ゲルトルートらはケルンテンのラヴァントタールにあるザンクト・パウル修道院に埋葬されているが、慰霊碑がバーゼルに残されている。

## 子女
ルドルフ1世とのあいだに、以下の子女を含む6人の息子と8人の娘をもうけた。
- マティルデ（1251/53年頃 - 1304年） - 1273年に上バイエルン公兼ライン宮中伯ルートヴィヒ2世と結婚
- アルブレヒト1世（1255年 - 1308年） - ローマ王（1298年 - 1308年）
- カタリーナ（1256年 - 1282年） - 1279年に下バイエルン公オットー3世と結婚
- アグネス（1257年 - 1322年） - 1273年にザクセン＝ヴィッテンベルク公アルブレヒト2世と結婚
- ヘートヴィヒ（1259年 - 1285/86年） - 1279年にブランデンブルク辺境伯オットー6世と結婚
- クレメンティア（1262年 - 1293年） - 1281年にナポリ王カルロ2世の息子カルロ・マルテッロと結婚
- ハルトマン（1263年 - 1281年） - ハプスブルクおよびキーブルク伯、エルザス辺境伯。
- ルドルフ2世（1270年 - 1290年） - オーストリア公、ヨーハン・パリツィーダの父。
- ユーディトまたはユッタ（1271年 - 1297年） - 1285年にボヘミア王及びポーランド王ヴァーツラフ2世と結婚。
- カール（1276年 - 1276年）

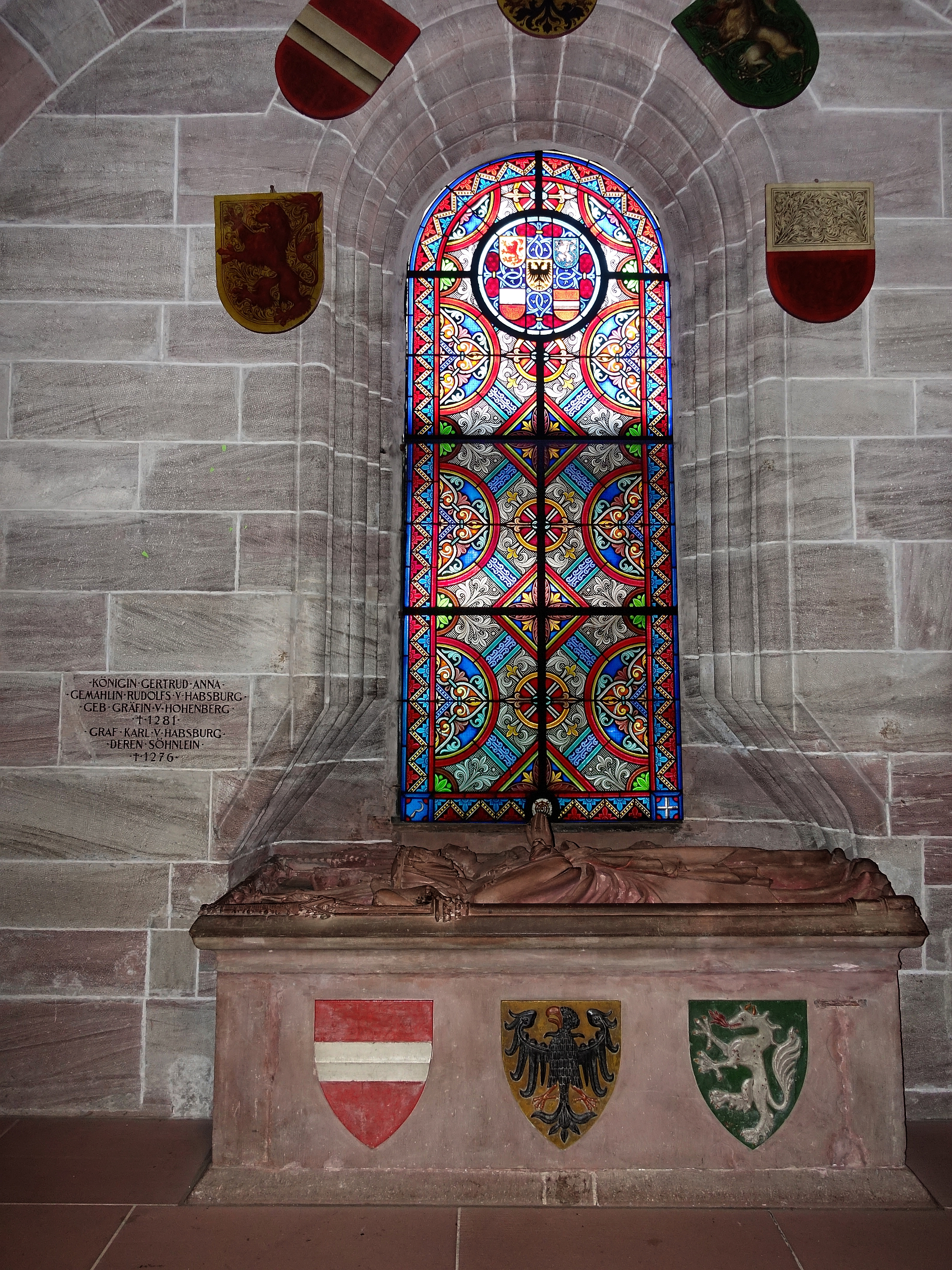
バーゼル大聖堂にあるゲルトルートの棺
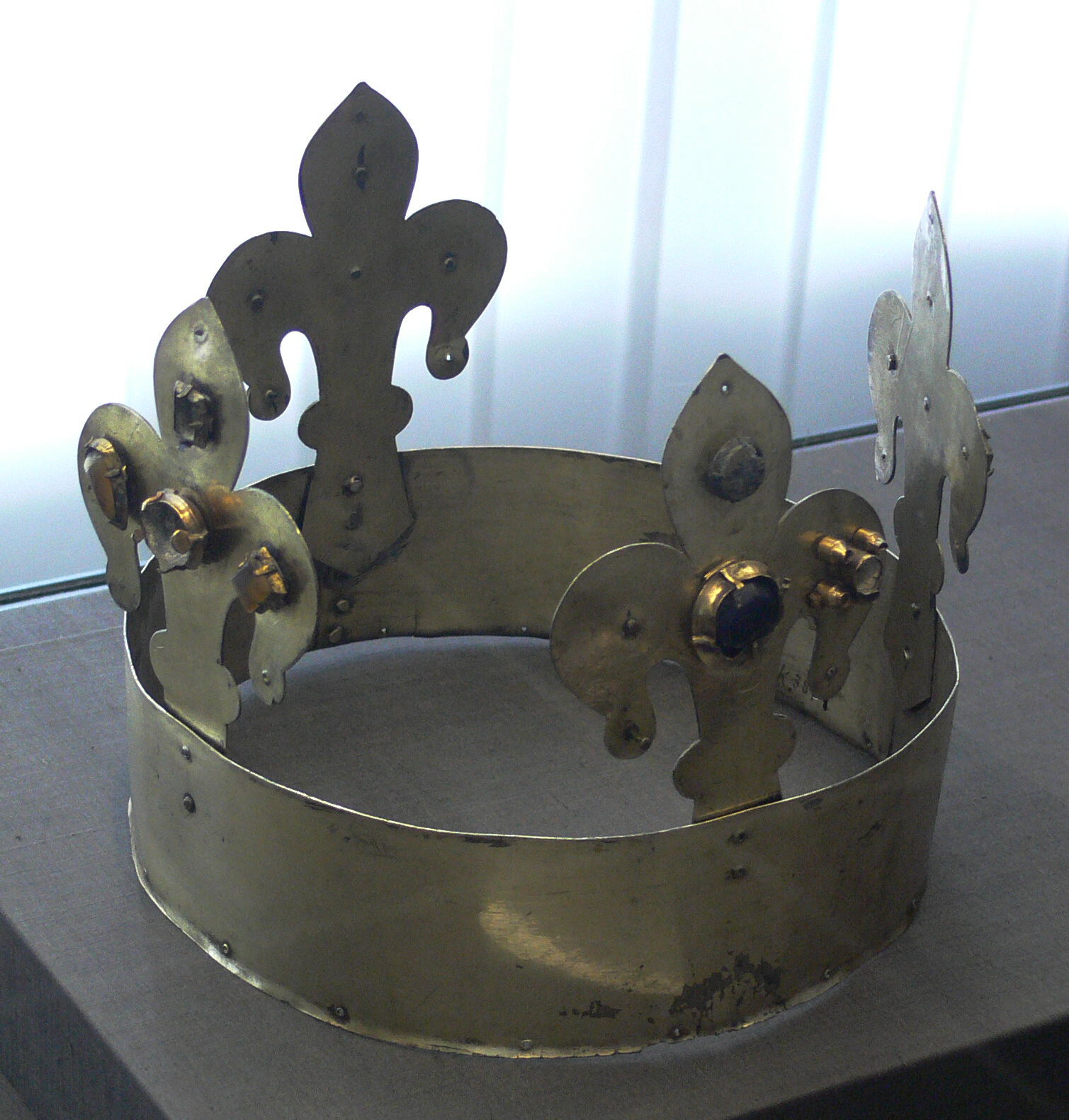
ゲルトルートが埋葬時にかぶっていた冠（ベルリン美術館像）